# Tuixent
Tuixent (oficialment) o Tuixén (normativament) és una població situada al vessant meridional de la Serra del Cadí, a la comarca de l'Alt Urgell. Fou municipi independent fins a l'any 1973, quan es va unir amb el terme de Josa de Cadí. Actualment, és el cap municipal de Josa i Tuixent. El 2018 la seva població era de 116 habitants.

## Geografia

### Emplaçament

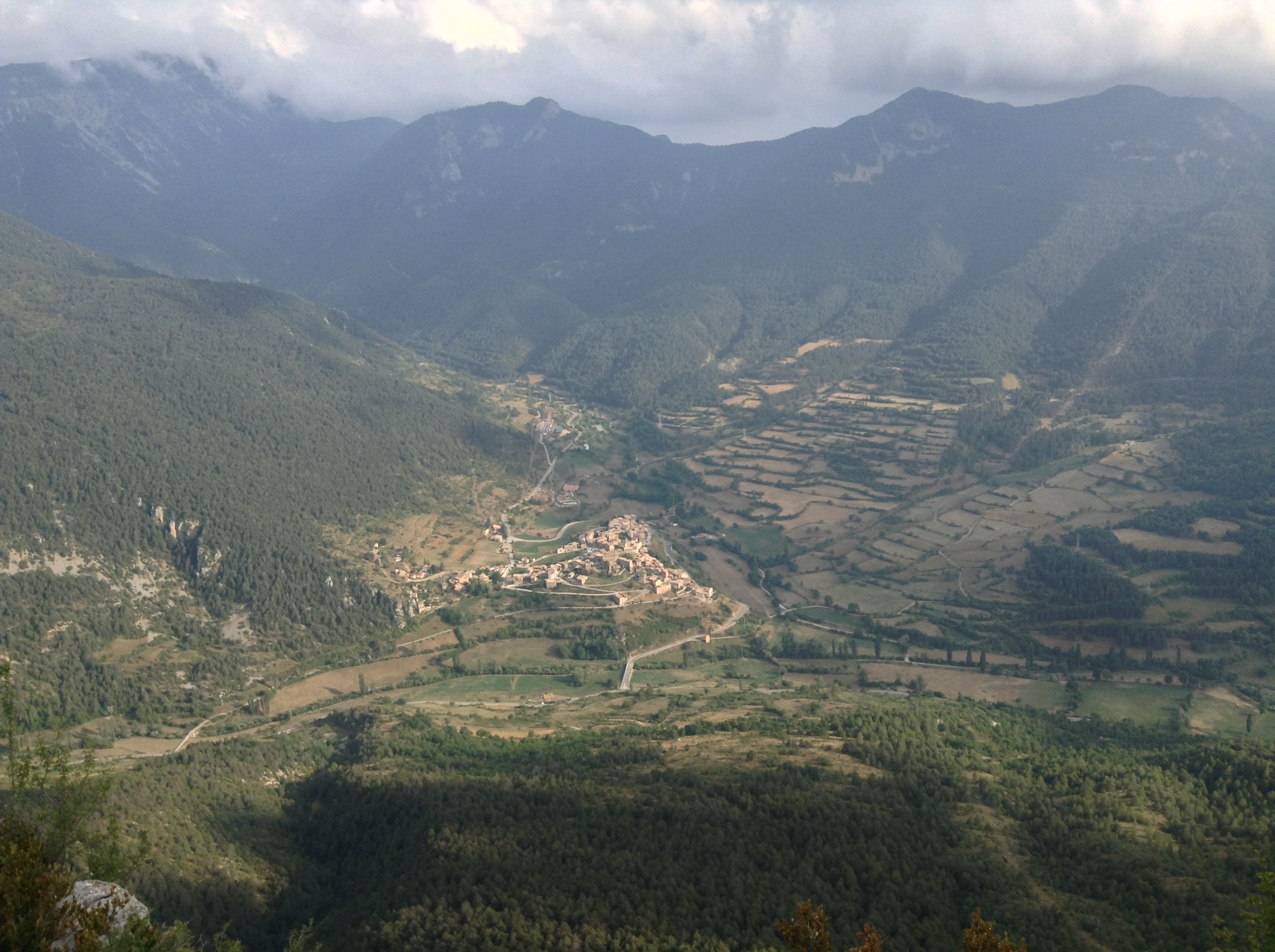
Vista de la vall de Tuixent des de la roca de Santaló, a la serra del Cadí.

El poble de Tuixent se situa a la confluència dels rius de Mola i de Josa, on s'uneixen formant el riu de la Vansa que dona nom a tota la vall que comença aquí.
Està limitat, al nord, per la Serralada del Cadí i al sud per la serra del Verd i el serrat de la Sella. A l'oest hi ha la muntanya de l'Arp, on es troben les pistes d'esquí nòrdic de Tuixent - la Vansa.

### Accés
Existeixen tres vies principals d'accés al poble:
- Des de la Seu d'Urgell, per la carretera C-462.
- Des de Berga, per la carretera C-563 passant per Saldes i Gósol.
- Des de Solsona, passant pel coll de Port, ja sigui per la C-462, passant per Sant Llorenç de Morunys i l'embassament de la Llosa del Cavall, o bé per la LV-4241, passant per Port del Comte.

Una altra manera d'accedir al poble és a través de la pista que passa per Montan de Tost. Aquest camí, però, és poc recomanable a causa del mal estat de la pista, ja que no està asfaltada.

## Història

### Etimologia
L'origen del nom Tuixent és incert, potser antroponímic. En documentació antiga del segle ix apareix com Tuxén. El nomenclàtor oficial de toponímia major de Catalunya de la Generalitat escrivia el nom sense la lletra t i amb accent agut a la e: Tuixén fins a l'actualització al maig del 2008 on es recupera el nom tradicional i que seguia sent popular: Tuixent.

### Edat mitjana
Apareix esmentat l'any 839 en l'acta de consagració de l'església de Santa Maria de la Seu d'Urgell. Hi ha documentada l'existència d'un castell, del qual no en queda cap vestigi.

### Seglexix
El segle xix va ser una època convulsa, marcada per nombrosos fets d'armes i Tuixent no en va ser una excepció. Així, el 3 de gener de 1823, en el marc de la guerra de la Regència d'Urgell, a les acaballes del Trienni Liberal, uns 400 homes sota el comandament del capitost absolutista Jep dels Estanys van saquejar el poble, tot causant sis morts i una quarantena de ferits. Seguidament, se'n van endur tots els homes al poble de Sant Llorenç de Morunys. Com a represàlia, el capità general Espoz y Mina va ordenar incendiar Sant Llorenç, permetent la fugida d'aquests homes. El març del mateix any, el capitost absolutista Pau Miralles va incendiar el poble de Tuixent. Les hostilitats van seguir fins al juny del mateix any, amb l'arribada dels Cent Mil Fills de Sant Lluís.
A la mort de Ferran VII i amb l'esclat de la Primera Guerra Carlina van tornar els aixecaments armats. El 19 d'agost de 1835, uns sis mil carlins comandats per Climent Sobrevies “Muchacho”, Josep Galceran “Galceran de Prats” i Manuel Caunas es van presentar a Tuixent per rendir-la en favor de la causa carlina. Després de 5 dies de setge i davant la resistència dels tuixentins, el 24 d'agost iniciaren l'atac, incendiant algunes cases extramurs. Amb l'arribada d'uns 600 homes dels pobles veïns (Gósol, Puigcerdà, Bellver, Prullans, Montellà i la Seu) i després de dues setmanes de lluites, els assetjadors es van retirar a Sant Llorenç.
El segle xix també va estar marcat per canvis demogràfics notables. Si a principis de segle la població era de prop de 200 habitants, l'any 1857 s'assoleix el màxim històric de 847 habitants. A partir d'aquesta data es produeix el fenomen contrari i la població decreix, causada per la migració de molts cap a zones industrialitzades o cap a Amèrica, especialment cap a l'Argentina.

### Segle XX
L'any 1973 es va unir amb el municipi de Josa de Cadí.

## Economia
Es tracta d'una població tradicionalment dedicada al sector primari, amb explotació de boscos i bestiar. L'explotació forestal de pi negre va proporcionar riquesa al municipi, no obstant el baix preu de la fusta i el difícil accés a alguns dels boscos en fan poc rendible l'aprofitament.
Per altra banda, el progressiu despoblament, l'envelliment de la població i la manca de relleu generacional han reduït notablement l'activitat ramadera.
Actualment, l'activitat econòmica està molt enfocada en el sector terciari, sobretot el turisme, restauració, cases de pagès i l'estació d'esquí nòrdic.

## Cultura

### Patrimoni arquitectònic i artístic

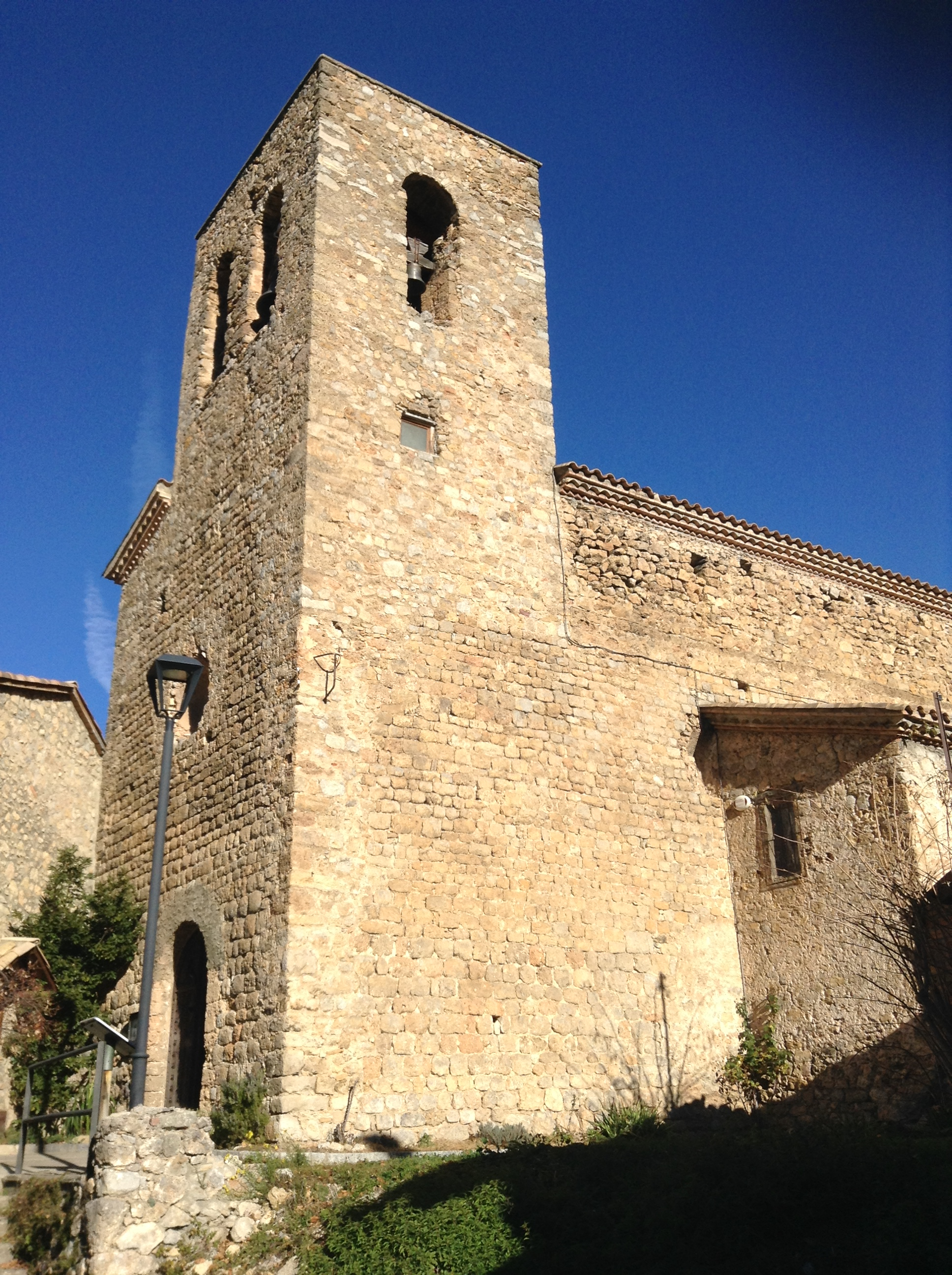
Església de Sant Esteve de Tuixent

L'església parroquial de Sant Esteve de Tuixent, d'origen romànic del segle xi, està situada a la part més elevada del poble. L'edifici ha sofert nombroses modificacions, sobretot durant el segle xix i destaca pel fet que el campanar no està acabat en punxa, en contrast amb la major part d'esglésies romàniques de la zona. Això és degut a l'incendi causat per l'impacte d'un llamp que va caure a principis del segle xx i que en va provocar la desaparició. A l'interior de l'església es conserva una talla romànica policromada d'una mare de Déu que data de finals del segle xii i un retaule dedicat a sant Sebastià, de finals del segle xvi.
A uns 3 quilòmetres del poble, seguint la carretera C-563 en direcció Josa i Gósol, es troba l'ermita romànica de Sant Jaume, del segle xi o XII.

### Museu de les Trementinaires
El museu de les Trementinaires, inaugurat l'any 1998 i situat a la planta baixa de l'ajuntament, explica l'ofici de les trementinaires. Aquesta activitat, practicada durant el segle xix i principis del xx per un nombre important de les dones del poble i d'altres poblacions de la vall de la Vansa, consistia en la recol·lecció de plantes, l'elaboració de remeis i la seva comercialització a gran part del territori català.

### Centre d'Interpretació de Flora
El Centre d'Interpretació de Flora és un equipament del Parc Natural del Cadí-Moixeró destinat a divulgar la flora de l'entorn. També fa de punt d'informació del parc i de l'oferta cultural, turística i de serveis de la zona.
Es troba a l'entrada del poble, on hi havia hagut la casa forestal, avui desapareguda. Va ser inaugurat l'any 2006 i està gestionat conjuntament per l'ajuntament i el museu.

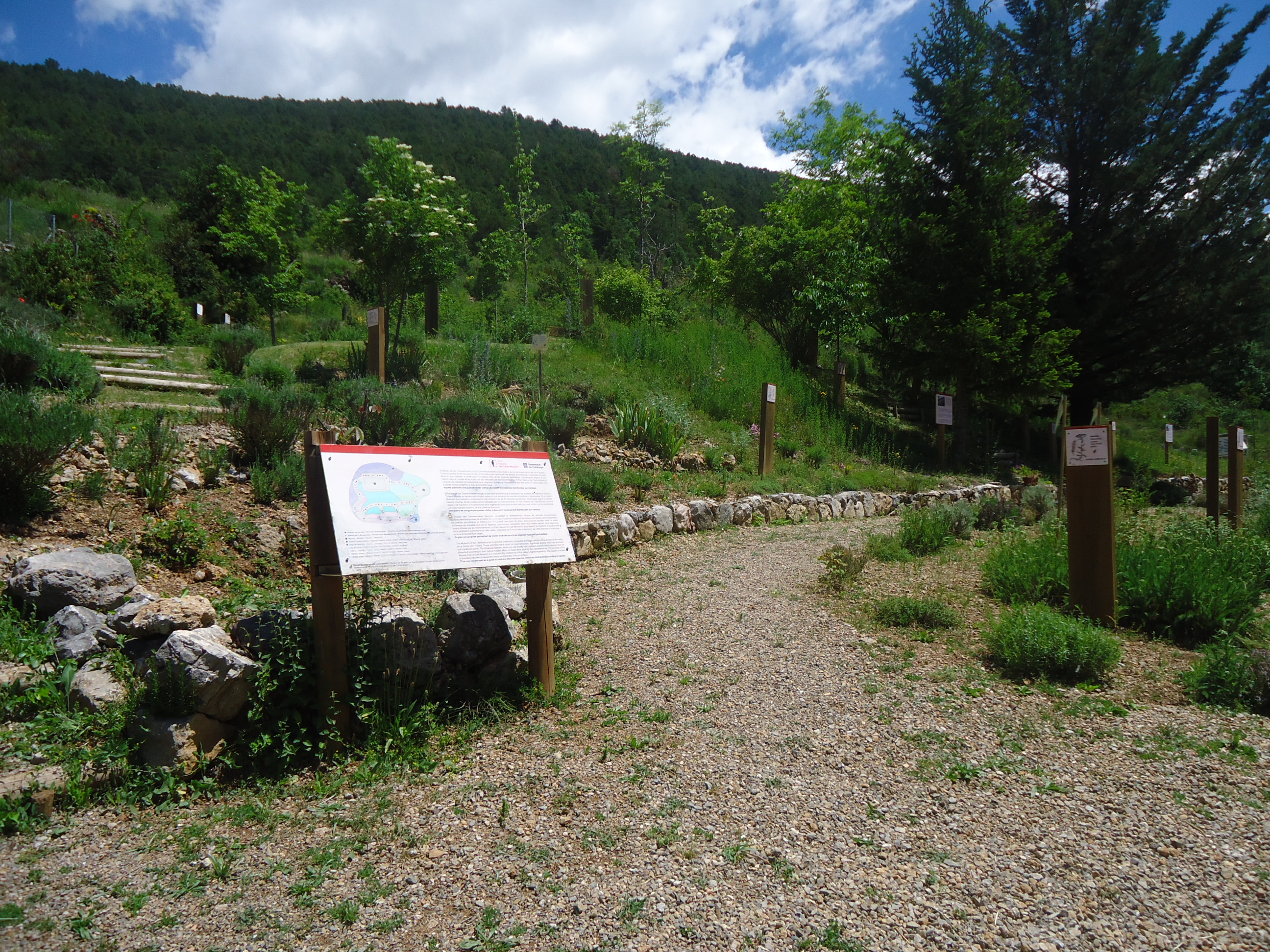
Jardí Botànic de les Trementinaires

Annex al centre es troba el Jardí Botànic de les Trementinaires, vinculat al museu. Recull una àmplia varietat de les espècies autòctones de la vall amb propietats aromàtiques i medicinals, utilitzades en aquest ofici per a elaborar els diferents ungüents i remeis, però també d'altres espècies presents al parc natural. Algunes d'aquestes espècies també es poden trobar al Jardí Botànic Urbà de les Trementinaires, format per un conjunt de mostres situades al llarg del poble.

### Festes i esdeveniments
El darrer cap de setmana de maig se celebra la Festa i Fira de les Trementinaires, en la qual hi tenen lloc diversos actes de divulgació en els diferents pobles de la vall i una fira de productes artesans a Tuixent.
El 25 de juliol, per Sant Jaume, se celebra un aplec a l'ermita de Sant Jaume, situada a 3 km del poble.
La Festa Major se celebra el segon cap de setmana de setembre. Antigament, la Festa Major se celebrava per la mare de Déu del Roser (7 d'octubre) i, per tradició, encara ara se celebra la festa petita o segona Festa Major.
A principis de desembre, generalment pel pont de la Puríssima (8 de desembre), se celebra la Fira d'artesania de la Vall, en la qual artesans locals i també d'arreu de la comarca i d'altres llocs del país venen els seus productes.

### Ball de Llancers
El ball de Llancers és una dansa de quadrilla que tradicionalment es ballava per la Festa Major. Consta de cinc passos o figures: els braços, la cadena, la balança, l'adéu i el xotis, cadascuna de les quals amb una coreografia i música pròpia.
Tot i que als anys 50 es va deixar de ballar, en els últims anys s'han fet intents per tal de recuperar-la i actualment es balla durant la Festa de les Trementinaires i, més recentment, per la Festa Major.

## Serveis

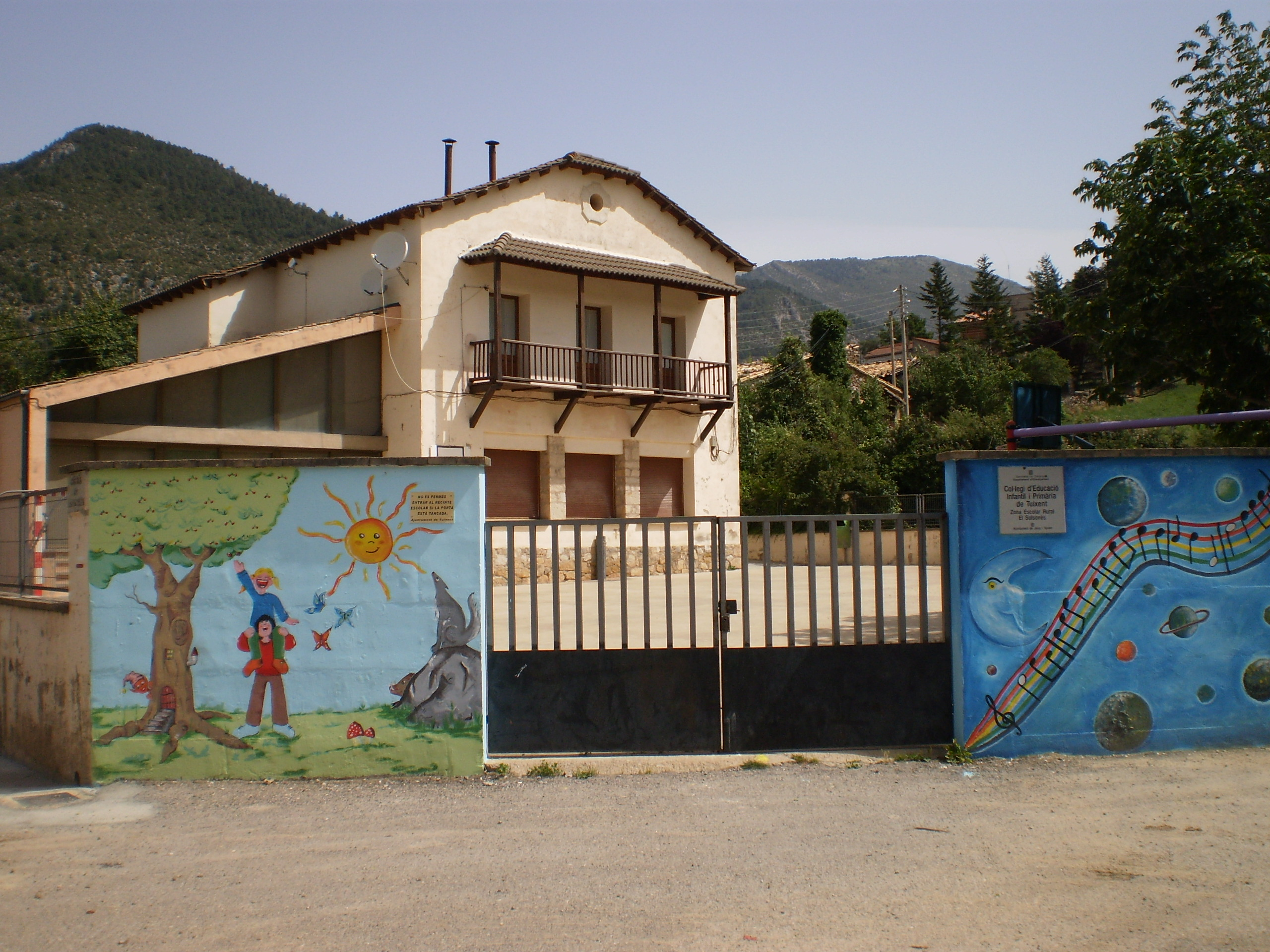
Col·legi d'Educació Infantil i Primària de Tuixent

L'escola pública de primària, antigament situada a l'antic edifici de l'Ajuntament (a la plaça Major), es va traslladar al seu emplaçament actual l'any 1960 i dona servei als municipis de Josa i Tuixent i de La Vansa i Fórnols.
A 500 metres del poble hi ha situada una pista poliesportiva.